# فورد 1941
فورد 1941 (بالإنجليزية: 1941 Ford)‏ هي سيارة من صناعة شركة فورد أنتجت في 1941.